# Samrah
Samrah (tiếng Ả Rập: السمرة) là một ngôi làng Syria nằm ở phó huyện của huyện Hama ở tỉnh Hama. Theo Cục Thống kê Trung ương Syria (CBS), Samrah có dân số 1.018 trong cuộc điều tra dân số năm 2004.